# Haplinis fucatinia
Haplinis fucatinia là một loài nhện trong họ Linyphiidae.
Loài này thuộc chi Haplinis. Haplinis fucatinia được Arthur T. Urquhart. miêu tả năm 1894.